# Jürgen Habermas
Jürgen Habermas (Düsseldorf, 18. lipnja 1929.) je njemački sociolog i filozof. Trenutno jedan od najuglednijih filozofa i intelektualaca na svijetu. Radi u tradiciji kritičke teorije i američkog pragmatizma.

## Životopis
Rođen u njemačkom gradu Düsseldorfu, školovao se u Bonnu i Marburgu. Radio je na Institutu za društvena istraživanja i naposljetku postao profesorom filozofije u Frankfurtu.

## Filozofija
Vodeći je suvremeni predstavnik Frankfurtske škole. Uz ostalo, bavi se prirodom komunikacije i samosvijesti te njihovom ulogom u uzrokovanju društvene akcije.

## Djela
- Budućnost ljudske prirode, 2003.
- Eseji o Europi
- Milanu Kangrgi za osamdeseti rođendan (pismo), 2003.
- Prilog rekonstrukciji historijskog materijalizma
- Problemi legitimacije u kasnom kapitalizmu
- Saznanje i interes
- Filozofski diskurs moderne : dvanaest predavanja, preveo Igor Bošnjak
- Tehnika i znanost kao ideologija, izbor i prijevod Nadežda Čačinovič-Puhovski
- Teorija i praksa: socijalnofilozofske studije, 1963., prijevod Dubravko Kolendić, predgovor Zdravko Kučinar
- Tri normativna modela demokracije : o pojmu deliberativne politike, preveo Tomislav Martinović

## Vanjske poveznice
- Jürgen Habermas na stanfordskoj enciklopediji filozofije